# Anna Maria Ortese
Œuvres principales
- La mer ne baigne pas Naples (1953)
- L'Iguane (1965)
- Le Port de Tolède (1975)
- La Douleur du chardonneret (1993)

Anna Maria Ortese (Rome, 1914 — Rapallo, 1998) est une romancière, essayiste, journaliste, nouvelliste et poétesse italienne.
Elle mena dès l’enfance une vie vagabonde, d’abord en compagnie de sa famille, puis, adulte, en raison de grandes difficultés économiques, ce qui la fera changer, au cours des 84 années de son existence, 36 fois de lieu de résidence dans 16 villes différentes.
Anna Maria Ortese évolua d’un réalisme magique à la manière de Bontempelli dans ses premières nouvelles, vers l’invention fantastique de type surréaliste, l’argumentation essayistique et l’observation documentaire néo-réaliste dans ses romans de l’après-guerre, jusqu’à la thématique morale et philosophique de ses dernières œuvres.
Après quelques récits parus épars dans des journaux, et quelques contributions dans divers quotidiens et revues, sa carrière littéraire démarra véritablement avec la parution en 1953, alors qu’elle résidait à Naples, du recueil de textes intitulé La Mer ne baigne pas Naples, qui dénonçait, dans une veine mêlant néo-réalisme et fable allégorique, et dans un style d’écriture assez recherché, la situation sociale dans les bas-fonds de la ville de Naples ; le livre déclencha une vive polémique, et vaudra à l’auteur une accusation d’anti-napolitanité et une période d’ostracisme, la classe intellectuelle progressiste napolitaine, dont les membres furent cités nommément, s’y trouvant en effet accusée d’indolence et d’hypocrisie.
Viendront ensuite des recueils de nouvelles, des romans à forte charge symbolique, allant de la littérature de dénonciation à la fable allégorique, écrits dans une prose innovante, voire expérimentale, foisonnant d’images inhabituelles et hardies, mais sans jamais tomber dans l’hermétisme. Ses œuvres principales sont, hormis La Mer ne baigne pas Naples, déjà cité : L’Iguane (1965), roman allégorique mettant en scène e.a. l’un de ces monstres charmants, humiliés et résignés, qui sont la prédilection de l’auteur ; Le Port de Tolède (1975), vaste roman autobiographique construit sur un entrelacs complexe de plans temporels différents ; et le succès de librairie La Douleur du chardonneret (1993), roman également allégorique et prenant une nouvelle fois pour sujet et décor la ville de Naples.
Dans la dernière partie de sa vie, Anna Maria Ortese dénonça, dans ses écrits et dans des interventions publiques, les crimes de l’Homme « contre la Terre », sa « culture d’arrogance », son attitude de tortionnaire vis-à-vis des « Peuples faibles » de la Terre, en particulier les animaux. Tentée par l’isolement, et de plus en plus méfiante vis-à-vis d’une réalité avec laquelle elle se sentait toujours en conflit, elle n’en pratiqua pas moins, à côté de la fiction narrative, l’enquête journalistique, mais en répudiant tout programme idéologique et toute doctrine littéraire.
Son œuvre fut couronnée par le prix Strega et le prix Viareggio.

## Biographie

### Enfance et jeunesse
Anna Maria Ortese naquit à Rome, ayant pour père Oreste Ortese, originaire de Caltanissetta en Sicile, fonctionnaire de préfecture, et pour mère Beatrice Vaccà, originaire de Naples, descendante d’une famille de sculpteurs de la Lunigiana. La fratrie comprenait, outre Anna Maria, cinq frères et une sœur, Maria, de qui l’écrivain partagera la vie pendant jusqu’à la fin de ses jours.
En 1915, à l’entrée en guerre de l’Italie, le père fut rappelé sous les drapeaux tandis que la mère, les enfants et la grand-mère maternelle quittaient la capitale italienne pour s’établir d’abord dans les Pouilles, puis à Portici, en Campanie, non loin de Naples.
En 1919, à l’issue du conflit mondial, la famille fut de nouveau réunie à Potenza, nouveau lieu de travail du père, et y résidera jusqu’en 1924. Anna Mari Ortese y fréquenta les premières années de l’enseignement primaire, qu’elle poursuivra de 1925 à 1928 en Libye, où la famille devait résider pendant trois ans.
En 1928, la famille s’en revint en Italie et s’installa à Naples, dans une maison que l’auteur décrira plus tard dans le roman autobiographique Il porto di Toledo (trad. fr. Le Port de Tolède). Anna Maria suivit pour une brève période les cours d’une école commerciale ; si ses études furent irrégulières, Anna Maria préférant en effet les longues promenades aux salles de cours, elle s’occupa en contrepartie des devoirs de ses frères et s’adonna massivement à la lecture ; sa formation en sera donc principalement une d’autodidacte. En janvier 1933, son frère Emanuele, marin de profession dans la marine marchande, mourut inopinément en Martinique, où son navire avait fait escale. La douleur causée par la perte du frère aimé la conduira à l’écriture. Au terme de quelques mois, elle fit paraître dans la revue L'Italia letteraria plusieurs poésies qui lui valurent quelque éloge et les premiers encouragements à écrire. L’année suivante, et toujours pour cette même revue, elle rédigea son premier récit, Pellerossa (litt. Peau-Rouge), « [...] où affleure un thème fondamental de ma vie : l’effroi devant les grandes masses humaines, la civilisation sans espace et sans innocence, les grands enclos où seront parqués les hommes du commun ».
En 1937, la maison d’édition Bompiani, conseillée par Massimo Bontempelli, publia le recueil de nouvelles Angelici dolori, lequel sera reçu très favorablement, mais s’attirera aussi les critiques virulentes d’Enrico Falqui et de Giancarlo Vigorelli. En 1937 encore, un autre deuil frappera l’écrivain : son frère jumeau Antonio, marin comme Emanuele, fut assassiné en Albanie par son ordonnance.
À partir de 1938, la jeune Anna Maria Ortese, en compagnie de sa famille, commença à déménager d’une ville à l’autre dans l’Italie du nord : Florence et Trieste en 1939, puis Venise, où elle trouva à s’employer comme correctrice de maquettes au journal Gazzettino. En 1939, elle se rendit à Trieste pour participer au concours Lictoriales féminines (Littoriali femminili), dont elle sortit vainqueur dans la catégorie poésie et se classa seconde dans la catégorie narration ; s’ensuivirent de nombreuses propositions de collaboration avec des périodiques importants tels que Belvedere, L'Ateneo veneto, Il Mattino, Il Messaggero et Il Corriere della sera.
Cependant, la guerre et la nécessité de subvenir à ses besoins la poussent à des pérégrinations de plus en plus frénétiques à travers toute la péninsule italienne — « j’avais traversé toute l’Italie au milieu des décombres et de l’enfer », écrira-t-elle.

### Anna Maria Ortese et Naples
« J’ai habité longtemps dans une ville vraiment exceptionnelle. Ici, [...], toutes les choses, le bien et le mal, la santé et les douleurs, le bonheur plus chantant et la douleur plus déchirante, [...] tous ces mots étaient si étroitement liés entre eux, confus, amalgamé les uns aux autres, que l’étranger qui arrivait dans cette ville en ressentait [...] une impression très étrange, comme d’un orchestre et de ses instruments, composés d’âmes humaines, qui n’obéiraient plus à la baguette intelligente du Maestro, mais s’exprimeraient chacun pour son propre compte suscitant des effets d’une merveilleuse confusion... »

— Anna Maria Ortese, l’Infanta sepolta, Adelphi, Milan 1994, p. 17.
En 1945, elle revint à Naples, dans la même vieille maison qu’autrefois, mais à moitié démolie et déjà occupée par d’autres réfugiés. C’est dans cette ville, pour elle quasi magique, que l’inspiration et l’imagination de l’écrivain trouveront bientôt leur pendant objectif leur permettant de se manifester pleinement. L’auteur y connaîtra la faim, et effectuera des travaux occasionnels, y compris dans le journalisme, collaborant notamment, dans la période d’après-guerre, à la revue Sud, dirigée par Pasquale Prunas, aux côtés de jeunes écrivains comme Luigi Compagnone et Raffaele La Capria.
Toujours gagnée par la bougeotte, elle fréquenta à Rome le salon de Maria Bellonci, où elle lia connaissance avec d’autres personnalités du monde culturel et élargit son éventail de collaborations journalistiques. Elle contribua ainsi au Corriere di Napoli et à Il Mondo, où elle fit paraître de nouveaux récits traitant de la question méridionale, lesquels lui vaudront l’admiration du président Luigi Einaudi (père de l’éditeur) et une invitation à passer quelques mois à Ivrea. Son deuxième recueil de nouvelles intitulé L'Infanta sepolta parut en 1950, suivi en 1953 d’un autre recueil, II mare non bagna Napoli (trad. fr. la Mer ne baigne pas Naples), dont elle avait achevé d’écrire les dernières nouvelles à Ivrea. Ce livre, publié chez Einaudi par les soins d’Elio Vittorini, aura un certain retentissement et lui vaudra d’être récompensée par le Prix spécial de narration de l’édition 1953 du Prix Viareggio.
La mer ne baigne pas Naples se compose de cinq textes, ayant chacun pour sujet les conditions d’existence misérables de la Naples de l’après-guerre, caractérisée par un sentiment de désespérance et de ruine. Du premier récit de ce recueil, Un paio di occhiali (Une paire de lunettes), fut tiré en 2001 un court-métrage mis en scène par l’acteur Carlo Damasco et présenté à la Biennale de Venise la même année. Cependant, ce fut surtout le dernier récit, II silenzio della ragione (le Silence de la raison), assez critique envers la classe intellectuelle napolitaine, qui suscita dans la ville une violente opposition, notamment de la part du parti communiste local, et ce en particulier en raison du fait que, sur les instances de Vittorini, les noms véritables des protagonistes avaient été publiés tels quels. La polémique fut telle que l’auteur s’interdit désormais de retourner à Naples — du moins physiquement, car mentalement elle ne cessera de s’y déplacer, comme l'attestent deux livres écrits de nombreuses années plus tard : II Porto di Toledo (le Port de Tolède, 1975) et II Cardillo addolorato (la Douleur du chardonneret, 1993). Il demeure qu’à la suite de la publication de La Mer ne baigne pas Naples commencera pour l’écrivain une période, fort pénible et problématique, de marginalisation et de sourd ostracisme, en raison de ses positions critiques vis-à-vis du monde intellectuel et culturel de l’Italie de l’époque.

### Période milanaise
Pendant l’un de ses séjours à Milan, Ortese écrivit quelques nouvelles qui seront rassemblées et publiées en 1958 par la maison d’édition Laterza sous le titre Silenzio a Milano. Un des récits de ce livre, I ragazzi di Arese, fournira le sujet d’un documentaire cinématographique réalisé par Gianni Serra et diffusé dans la dernière émission de la station de radio-télévision RT di Enzo Biagi.
Anna Maria Ortese reprit ensuite ses pérégrinations, tant en Italie qu’à l’étranger (notamment à Londres et à Moscou), dont elle tirera la matière de plusieurs intéressants reportages. En 1963, elle écrivit L'iguana (trad. fr. l’Iguane), roman qui parut d’abord en feuilleton dans les colonnes du journal Il Mondo, puis sera publié en volume aux éditions Vallecchi deux ans après.
De retour à Milan en 1967, elle publia Poveri e semplici, qui remporta la même année le Prix Strega et connaîtra une suite, Il cappello piumato (1979). Elle donna une pièce de théâtre, Il vento passa, dont la rédaction doit se situer entre 1967 et 1969, ainsi que l’a démontré Pasquale Sabbatino.
Anna Maria Ortese, en dépit de sa personnalité individualiste, n’était pas étrangère à la question sociale, mais réagissait à sa manière particulière, tendant à se réfugier dans les souvenirs de ses premiers récits, et ainsi à se remémorer son adolescence à Naples. La situation malheureuse de cette ville et de sa famille, sa mère sombrant dans la folie, la mort tragique de deux de ses frères et les événements des deux guerres mondiales, portèrent l’écrivain à écrire le monumental roman autobiographique Il Porto di Toledo, dont la rédaction lui prendra six ans et ne sera finalement publié qu’en 1975 par l’éditeur Rizzoli. Par suite de déconvenues éditoriales et de l’absence de recension dans la grande presse, la première édition du livre aboutira au pilon, mais l’auteur continuera avec obstination à travailler au texte jusqu’à la fin de sa vie.

### Dernières années
La difficulté à trouver un logement décent et se prêtant au travail d’écriture, et les problèmes financiers qui continuaient de l’assaillir malgré le succès de la Mer ne baigne pas Naples, mirent en péril son précaire équilibre nerveux et la portèrent à déménager vers Rome, puis de là, en 1975, vers la petite ville de Rapallo, sur la côte ligurienne, où elle vivra tout le restant de ses jours.

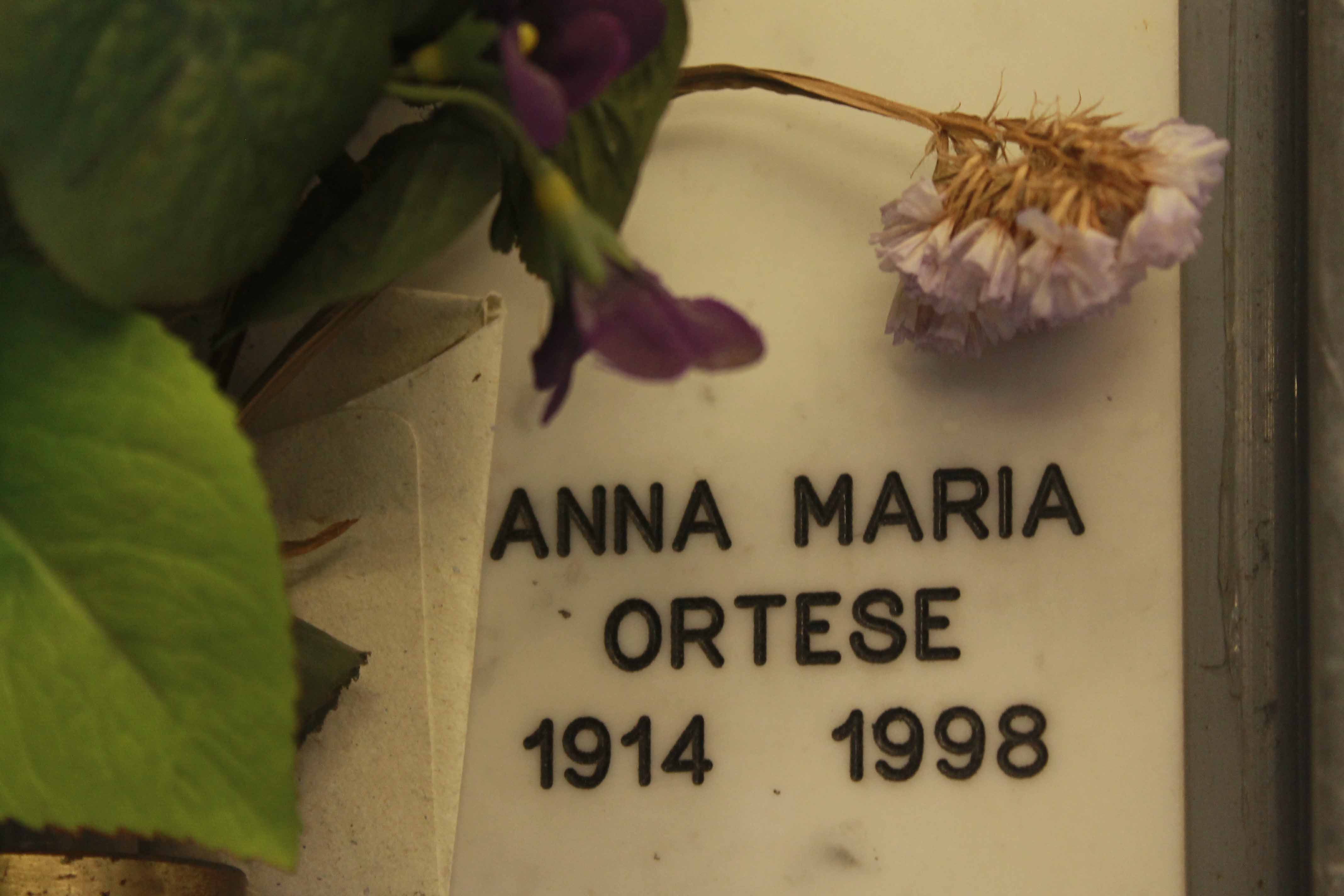
Tombe d'Anna Maria Ortese dans le cimetière monumental de Staglieno.

À partir de la décennie 1980, elle entretint une correspondance avec Beppe Costa, qui l’incita à publier Il treno russo d’abord, qui lui rapportera une récompense littéraire à Rapallo, puis Estivi terrori. Elle fut la première à bénéficier du fonds de soutien créé au titre de la loi Bacchelli, grâce à une collecte de signatures et une intervention auprès de la Présidence du Conseil des ministres organisée par le même Beppe Costa conjointement avec Dario Bellezza et la journaliste Adele Cambria. Ce sera un tournant dans son existence lorsqu’au milieu de la décennie 1980, Beppe Costa encore sut la convaincre d’accepter la proposition de rééditer quelques-unes de ses anciennes œuvres, proposition faite par le directeur de la maison d’édition Adelphi, Roberto Calasso, lequel, à l’instigation de Pietro Citati, publia une réédition de l’Iguane en 1986 et le recueil de nouvelles In sonno e in veglia (trad. fr. De veille et de sommeil) en 1987. Entre-temps, l’Iguane, traduit en français et publié chez Gallimard en 1988, avait obtenu un discret succès en France. Dans les dernières années de sa vie, elle rompit son isolement, passant de brèves périodes à Milan, comme hôte de la maison d’édition Adelphi. En 1991 sortit chez l’éditeur Marcos y Marcos La lente oscura, un recueil de récits de voyage.
Parurent encore, au terme d’une longue période de silence, Il Cardillo addolorato (1993 ; trad. fr. la Douleur du chardonneret), situé dans une Naples enchantée du XVIIIe siècle, roman acclamé par la critique et plébiscité par le public, puis en 1996 son dernier roman Alonso e i visionari, où elle vint à parler de nouveau d’elle-même, quoique d’une façon voilée, et enfin, en 1997, son journal intime, Corpo celeste. Cette même année 1997, le jury du Prix Campiello lui décerna la récompense pour l’ensemble de sa carrière.
Le 12 janvier 1997, l’appel qu’elle lança dans Il Giornale et dans lequel elle demandait grâce pour le criminel nazi Erich Priebke, déclencha une vive polémique parmi les intellectuels et les écrivains, dans laquelle intervinrent notamment Carlo Bo, Erri De Luca et Cesare Segre. Les éditions Empirìa publieront encore deux recueils de poésie, Il mio paese è la notte (1996) et La luna che trascorre (1998).
Elle s’éteignit dans son appartement de Rapallo le 9 mars 1998, alors qu’elle travaillait à une réédition de Il Porto di Toledo, qui sortira à titre posthume chez Adelphi. Ses restes furent inhumés dans le cimetière monumental de Staglieno, à Gênes.

## Carrière littéraire
Des analystes ont donné de l’œuvre d’Anna Maria Ortese et de son évolution les descriptions succinctes suivantes :

« Anna Maria Ortese s’est déplacée du réalisme magique de Bontempelli, dans ses premières nouvelles, vers l’invention fantastique de type surréaliste, vers l’argumentation essayistique, vers la documentation néo-réaliste dans ses romans de l’après-guerre, jusqu’à la polémique morale de ses dernières œuvres. »

« Quelques éléments thématiques reviennent de façon obsessionnelle dans les œuvres d’Ortese, resurgissant parfois à distance : par exemple, le motif de la maison comme refuge mythique et lieu de sentiments extrêmes tels que le bonheur et l’angoisse. Mais tout, lieux et objets, assume [...] une charge symbolique et lyrique avec laquelle contraste le réalisme des reportages journalistiques, comme la Mer ne baigne pas Naples. »

La figure et l’œuvre d’Anna Maria Ortese restent relativement peu connues et insuffisamment étudiées, eu égard à la qualité littéraire de ses ouvrages. Une caractéristique constante de sa prose narrative est son intense autobiographisme lyrique, par lequel l’auteur, tendant à s’éloigner des expériences dures et douloureuses de la vie, et à haïr, voire parfois à répudier, la réalité, exprime l’aspiration au bien, à la justice, à l’amour (étendu à tous les êtres de la terre), en oscillant entre fable fantastique et rationalité, et confinant souvent au baroque. Pour autant, elle ne cherchait pas à se dérober aux sollicitations du monde extérieur, d’une réalité avec laquelle du reste elle se sentait continuellement « en polémique », dans un besoin extrême de sincérité. Elle oscillait entre l’enquête journalistique et la fiction narrative, rejetant programmes idéologiques et manifestes littéraires.
Son œuvre est souvent mise en parallèle avec celle d’Elsa Morante, en vertu de leur commune capacité à représenter des situations sociales, qui les rattache toutes deux à l’école néoréaliste ; toutefois, au-delà de ces similitudes de contenu, le traitement stylistique pratiqué par Ortese l’apparente davantage au réalisme magique des écrivains latino-américains, même si, selon ses propres dires, ses influences étaient en premier lieu anglo-saxonnes :

« Personne d’autre que les Anglais et les Américains, à une certaine époque, n’a découvert et chanté le Monde — oui, chanté, même quand ils le racontaient —, sa merveilleuse Non Réalité, c’est-à-dire le vrai. Toute la lumière qui, aujourd’hui encore, nous éclaire, provient de ces villes et villages perdus de l’histoire anglaise et américaine. Ils ont élevé la totalité du réel, qui gisait sous forme d’événements sanglants et de faits historiques, à ce qu’il avait été jadis (mais tout le monde l’avait oublié) : vérité, joie. Éducation aussi, éducation au « bon gouvernement » du terrestre et au fantastique. »

— Anna Maria Ortese
Le style d’Ortese se caractérise par son expérimentalisme, par une recherche esthétique constante, sans pour autant retomber dans une écriture hermétique ou avant-gardiste à outrance.
À de nombreuses reprises, dans ses interventions publiques, Anna Maria Ortese dénonça les crimes de l’Homme « contre la Terre », sa « culture d’arrogance » et son attitude de dominateur et de tortionnaire « de chaque âme de la Vie », mais gardait pleine conscience que son cri d’alarme ne récolterait guère d’autre réaction qu’une impatiente condescendance. L’Homme, selon Ortese, est « étranger à la terre » et « totalement dépourvu de grâce », « un véritable condamné — ou un être jugé — alors qu’il croit condamner et juger. » Mais plus étranger encore est celui qui se souvient de sa patrie, c’est-à-dire du royaume du bien, de la stabilité, de la sérénité, de la raison, par opposition au « désastre ici-bas, dû au temps et aux œuvres de l’Homme ». Le malheur vient de ce que l’homme considère

« la terre comme chose — l’homme comme propriétaire de cette chose —, l’utilisation de la Terre et de toutes les créatures comme exercice du droit absolu de propriété. L’établissement de territoires, l’exploitation de la terre, la déportation et l’utilisation des peuples — des êtres doués ou non de parole — découlent de cette croyance délictueuse : à savoir que la vie est une chose — au lieu d’un souffle et d’un songe —, et que la propriété (sur ce souffle et ce songe) est un droit. Alors qu’il s’agit d’un abus — un terrible désordre qui va croissant et dont la spirale se nourrit d’elle-même […] »

Les êtres sur lesquels l’Homme exerce sa domination et sa cruauté « sont toujours les plus beaux, les plus faibles, les meilleurs » ; il choisit de « s’attaquer aux plus faibles d’entre les peuples et les personnes […], ceux qui n’ont aucun droit », incarnés, dans l’œuvre d’Ortese, en des êtres monstrueux, rejetés, humiliés, mais doux et résignés, tels l’iguane dans le roman homonyme, ou le farfadet dans le Farfadet de Gênes. De façon emblématique, elle se souvient qu’enfant, s’étant assoupie, elle eut un songe, où elle fut amenée, un peu involontairement, à tenir le rôle de saint Michel terrassant un (aimable) dragon :

« Puis je vis la queue et les petites mains du Dragon. […] Une sorte de crocodile, au ventre blanc, la bouche rose, ouverte, et des yeux infiniment tendres, bienveillants… On eût dit un enfant. […] Or voici qu’à ma gauche, sur le mur immense, se matérialisa une figure magnifique et non moins immense, en jupette rose, avec un casque, une cuirasse et une épée. C’était l’Archange Michel […]. Il sortit presque du mur, tendit le bras et me remit l’épée. Je me trouvai debout sur le col de la Bête, glaive en main […] et avec un ordre reçu de l’Archange. […] Le rêve se dissipa. Une émotion intense, inconnue, habitait à présent mon cœur… la douleur infligée à un ami […], à un petit, à une créature charmante. […] Il y eut simplement, au-dedans de moi-même, un changement, en ce sens que je regardais le beau saint Michel avec horreur, et ne vis dans l’Ordre Céleste (bref, le Salut), qu’une indicible cruauté. »

La mélancolie, dès lors, c’est de

« se sentir, de façon très nette, désespérément exclu de son lieu naturel, où l’on perçoit à l’évidence le caractère de relégation et la volonté de châtiment que la vie (ou quelqu’un au-dessus d’elle) nourrissait à notre encontre en nous inventant ; on éprouve une anxiété, un émoi insoutenable, on cherche une porte (pour sortir de là) et l’on sait d’avance qu’elle est introuvable. »

Vers la fin de sa vie, elle exprima, dans des textes de réflexion philosophique d’allure allégorique, une vision spiritualiste du monde, où l’esprit est vu comme un « continent submergé qui voyage » et défini comme quelque chose « d’étranger à la matière elle-même, une sorte de lumière » ; l’Histoire alors

« est esprit en travail au sein de la matière, que celle-ci révèle, par conséquent, la présence d’un esprit, que cet esprit est le moi de l’homme, de l’animal, qu’il est les plantes et toute vie, mais que chez l’homme il est à même d’examiner, de réviser, de critiquer l’histoire. »

Quant à la raison, elle n’est que la partie émergée de l’intellect, de ce « continent » qu’est l’esprit humain, et la philosophie la partie immergée, au contact de ce que la vie a de plus ardent et de plus glacial ; de cette terre inconnue, les rêves — du moins ceux d’entre eux qui viennent « de l’extérieur, de ce qui est perdu pour l’homme, c’est-à-dire de son passé, du temps aboli » — ont le pouvoir de nous apporter parfois des nouvelles, « ouvrant de la sorte quelque espoir à la philosophie d’atteindre à une réalité effective, résolument niée par la raison ».

### La mer ne baigne pas Naples
Le recueil La mer ne baigne pas Naples fut publié en 1953 et se compose de cinq textes — deux nouvelles et trois « reportages » journalistiques — portant les titres suivants : 1.Un paio di occhiali (Une paire de lunettes) ; 2.Interno familiare (Un intérieur familial) ; 3.Oro a Forcella (l’Or de Forcella) ; 4.La città involontaria (la Ville involontaire) ; 5.Il silenzio della ragione (le Silence de la raison).
Par rapport à l’édition originale, la nouvelle édition de 1979, établie par Anna Nozzoli pour le compte de la maison d’édition La Nuova Italia, comporte, outre quelques modifications mineures dans le texte, une « Presentazione » d’Anna Maria Ortese, « Présentation » qui ne sera pas reprise dans l’édition Adelphi de 1994, laquelle en revanche comprendra deux textes inédits de l’auteur : une préface, intitulée Il ‘Mare’ come spaesamento (la ‘Mer’ comme dépaysement), et une postface intitulée Le giacchette grigie di Monte di Dio (les Jacquettes grises de Monte di Dio).
Les deux premiers textes du recueil (Une paire de lunettes et Un intérieur familial) sont des nouvelles dans l’acception littéraire classique du terme, les trois autres en revanche apparaissent comme des reportages. Le naturalisme des deux nouvelles prélude, tel le trompe-l'œil d'un rideau de scène, aux descriptions goyesques de l'Or de Forcella et de la Ville involontaire, ainsi qu'à la visite du royaume des morts à quoi équivaut le Silence de la raison. L’Or de Forcella et la Ville involontaire montrent différents aspects de la pauvreté matérielle, mais aussi morale, de la Naples de l’immédiat après-guerre, le premier centré sur le mont-de-piété de la Banco di Napoli sis via San Biagio dei Librai, et le deuxième sur les sans-abri sommairement logés dans le Palazzo dei Granili, ancien entrepôt de céréales fortement endommagé par les opérations de guerre. Le dernier texte enfin, le Silence de la raison, à son tour subdivisé en trois chapitres (Storia del funzionario Luigi, Chiaia morta e inquieta, et Il ragazzo di Monte di Dio), est un reportage de fiction sur les intellectuels progressistes qui avaient fait partie, comme du reste Ortese elle-même, de l’équipe de rédaction de la revue Sud (1945-47), à savoir : Luigi Compagnone, Domenico Rea, Pasquale Prunas, Gianni Scognamiglio, Raffaele La Capria, Luigi Incoronato et quelques autres, dont Vasco Pratolini, qui sans être napolitain résidait à Naples à cette époque. La plupart de ces intellectuels s’y trouvent mentionnés nommément, avec nom et prénom, hormis Scognamiglio, désigné par le patronyme de sa mère, Gaedkens.
La nouvelle Une paire de lunettes, dans son apparente simplicité de fresque néo-realiste, expose la déchéance non seulement économique, mais aussi et surtout morale, de la plèbe urbaine. La petite Eugenia, myope, finit un jour par se voir offrir une paire de lunettes, et s’apprêtait à voir pour de vrai, sans le voile de brouillard qui avait enveloppé jusque-là toutes les belles choses que le monde renferme. Mais le spectacle qui se présente à Eugenia, très éloigné de la prestigieuse Via Roma, où elle avait peu auparavant essayé ses lunettes, lui laisse une impression terrible : son regard en effet embrasse la cour de l’immeuble, jonchée de détritus, remplie de charrettes de légumes, bordée de soupiraux noirs, souillée d’eau savonneuse, avec au milieu « ce groupe de chrétiens loqueteux et difformes, aux visages marqués par la misère et la résignation ». Sa mère, s’apercevant que la gamine était près de se trouver mal, aussitôt lui enlève les lunettes, « car Eugenia s’était pliée en deux et, en se lamentant, vomissait ». C’est par ce désenchantement face à la misère des bas quartiers de Naples que se clôt cette nouvelle emblématique, dans laquelle s’exprime la difficulté et la douleur éprouvées par l’écrivain dans sa confrontation avec la réalité. Se mettre des lunettes équivaut à prendre connaissance de la face véritable de cette réalité, et à renoncer à ce voile qu’une myopie onirique déploie sur toutes les choses du monde, pour les rendre désirables, voire belles. D’où la volonté de ne pas se fondre dans cette réalité, de la fuir, de jeter au loin pour toujours ces lunettes révélatrices et de se réfugier dans un ailleurs fabuleux, hors du réel, quitte à garder toujours vif dans la mémoire le souvenir douloureux de ce réel.
Un intérieur familial conte lui aussi l’histoire d’une désillusion. Anastasia Finizio, dame plus très jeune résignée à une vie de solitude et contrainte de subvenir par son labeur aux besoins de la famille, apprend l’arrivée à Naples d’un de ses anciens soupirants, Antonio Laurano, et se prend à rêver ; elle songe à une maisonnette qui serait toute à elle, s’imaginant occupée à étendre le linge par une matinée ensoleillée tout en chantant, ou à dîner avec lui sur une terrasse un soir d’été. Mais, bientôt dégrisée, elle a le sentiment d’assister au bonheur d’une autre qu’elle, car elle-même se sent au contraire très malheureuse, capable non de vivre, mais seulement de se souvenir. Ce songe d’une vie autre et la subséquente amertume ont porté certains à rapprocher la figure d’Anastasia à celle d’Evelyne, dans Gens de Dublin de Joyce, qui elle aussi place dans la personne d’un homme, mystérieux et un peu évanescent, venu du large comme Antonio, ses espoirs d’un changement apte à la sauver de l’infélicité. Cependant, la nouvelle qu’Antonio s’est fiancé avec une autre rappelle l’héroïne à la réalité : « Ce n’était qu’un rêve, ce n’était plus rien. Ce n’est pas pour autant qu’on peut dire que la vie est pire. La vie…, c’est une chose étrange que la vie. Chaque fois, elle semblait comprendre ce qu’elle est, et puis, tac, elle oubliait, et le rêve revenait ».
Mais ce fut donc plus particulièrement du dernier texte de ce recueil, le Silence de la raison, que prirent ombrage un certain nombre d’intellectuels progressistes napolitains connus ; ils y étaient en effet dépeints comme se trouvant dans une phase de désillusion politique, enclins à se replier sur leur vie privée, et mus parfois par la jalousie et les suspicions réciproques. En 1998, soit 45 ans après les faits, l’un des intellectuels concernés, Raffaele La Capria, fulminait encore :

« Milan Kundera dit que même le roman à clefs, celui où sous le nom d’un personnage l’on reconnaît une personne vraie et identifiable, « est une chose esthétiquement équivoque et moralement fausse ». Et il ajoute qu’« avant de publier un livre (l’auteur) devrait s’efforcer de cacher soigneusement les clefs qui pourraient rendre reconnaissables (les personnages), avant tout par un minimum d’égards dus à qui aura la surprise de découvrir dans le roman quelque fragment de sa propre vie ». Cependant, dans la Mer ne baigne pas Naples, Ortese est allée bien au-delà de la limite du roman à clefs, et a eu bien moins qu’un minimum d’égards envers les personnes, car ce n’est pas de quelques fragments de leur vie qu’elle s’est emparée, mais, comme je l’ai dit, de tout, et a tout déballé sous les yeux de tous, y compris le nombre de cheveux sur le crâne de la femme de l’un d’eux ! »

— Raffaele La Capria, Napolitan graffiti: come eravamo, p. 116.
Dans sa préface à l’édition de 1994, Anna Maria Ortese, après avoir affirmé qu’elle avait été chagrinée par les réactions des intellectuels napolitains au point de n’être plus ensuite retournée à Naples, reconnut que l’écriture de son ouvrage avait quelque chose d’exalté qui s’explique par sa névrose provoquée par sa haine envers la réalité. Toujours en 1994, interrogée par Nello Ajello, Anna Maria Ortese déclara :

« Les amis qui se sont sentis froissés avaient raison [...]. C’est Elio Vittorini qui m’a induite à les citer par leur nom et prénom dans le chapitre le plus long du livre, consacré aux intellectuels et intitulé le Silence de la raison. Certes, la requête était judicieuse : sans les noms, mon compte rendu perdait son sens. Mais je repense à ces pages avec le sentiment d’une faute. »

— Nello Ajello, «Ortese spacca Napoli», La Repubblica del 15 maggio 1994
La mer ne baigne pas Naples est le livre qui apporta à son auteur la consécration littéraire, mais qui dans le même temps déclencha un tollé et lui valut l’injuste imputation d’anti-napolitanité. Si donc le livre fut acclamé par la critique, il eut à subir de lourdes accusations de la part de nombreux intellectuels, qui affirmaient que le livre était sous-tendu par le dessein de dénigrer la ville de Naples dans tous ses aspects, de l’institution familiale à ses traditions en passant par ses intellectuels, reproches récurrents qui poussèrent donc l’auteur à joindre à l’édition Adelphi un Guide à la lecture, rédigé par Ortese elle-même, qui éprouvait le besoin de dissiper cette équivoque si douloureuse pour elle. Un critique, Battista Amodeo, a fait observer que cette vive polémique fut menée par les pouvoirs politiques de l’époque et par les intellectuels qui les appuyaient : « […] ce furent surtout les politiciens, dans une période parmi les plus obscures de l’administration de la ville, qui s’appuyait sur le vote clientéliste, sur un usage corrompu du pouvoir, et sur l’argent ». Quant à la polémique qui s’ensuivit, elle opposa Ortese aux auteurs de la génération précédente, auteurs, comme le note le même critique, liés à la « napolitanité : Eduardo De Filippo, Raffaele Viviani, Salvatore Di Giacomo, Matilde Serao, pour n’en citer que quelques-uns parmi les plus connus. En décrivant l’état de la plèbe, les quartiers de la ville, l’indifférence de la classe bourgeoise à l’égard des problèmes de longue date de Naples, Ortese s’est servie d’une écriture lucide et passionnée, mais aussi d’un regard critique, non complice, non pathétique, avec cet effet d’étrangeté produit par un profond besoin de rénover y compris le lexique lui-même […] ».
Dans une large mesure, cette œuvre se présente comme un périple dans les viscères de la ville, durant lequel l’auteur met ses lecteurs face à des milieux et à des situations peu connus du public, et nous en donne une peinture dépourvue de préjugés et exempte de cette facile rhétorique qui caractérise la plupart des écrits, littéraires ou non, sur Naples et sa population. La narratrice, telle un Virgile moderne, nous guide à travers une réalité infernale. Le quatrième texte du recueil, la Ville involontaire, exemple marquant de littérature de dénonciation, expose la misère humaine la plus absolue, mais apparaît aussi comme un hommage, non fortuit sans doute, à Dante.

### Le Port de Tolède
De Il Porto di Toledo, monumental roman autobiographique et de formation, de plus de 500 pages, dont la première édition date de 1965, il a pu être dit qu’il s’apparente à la Connaissance de la douleur de Carlo Emilio Gadda, tant par l’atmosphère espagnole qui imprègne tout le livre, jusques et y compris dans son titre, que par le langage très élaboré, à la limité de l’expérimentalisme, et également par la capacité à décortiquer, avec une touche d’ironie, la douleur la plus déchirante. Le point de départ de l’ouvrage est une vieille fantaisie colportée au sein de la famille, selon laquelle le patronyme Ortese remonterait au nom espagnol Ortez. Le résultat est un ample roman se présentant comme un entrelacement de dimensions spatio-temporelles multiples et contradictoires, comme un jeu continuel entre passé et présent.

### L’Iguane
Ce roman, publié en volume par l’éditeur Vallecchi en 1965, se compose de 24 chapitres, dont les huit premiers parurent d’abord en feuilleton dans le quotidien Il Mondo d’octobre à novembre 1963. Le roman se heurta, à sa publication, à une incompréhension générale. Le récit, de nature allégorique, se déploie par des va-et-vient continuels entre le plan de la réalité et celui du fantastique, ce qui rend les événements narrés malaisés à situer sur la ligne temporelle.
Le personnage principal, Don Carlo Ludovico Aleardo di Grees, duc d’Estrémadure, en même temps que comte de Milan, architecte confirmé et « acheteur d’îles », entreprend un long voyage à travers la Méditerranée, en quête de nouvelles terres à acquérir. Le comte a encore un autre motif : celui de découvrir, puis de faire imprimer, quelque œuvre écrite inédite. Adelchi, jeune éditeur et ami milanais du comte, à la recherche d’un produit qui puisse surprendre le public, défie le comte, en manière de jeu, de lui trouver une œuvre qui « manifeste la révolte de l’opprimé » et soit capable de réveiller les lecteurs engourdis par le trop-plein de l’offre littéraire — p.ex. « les confessions de quelque fou, qui, s’il se trouve, tombe amoureux d’un iguane ». Après avoir contourné quelques terres, le comte, attiré sans doute par l’aspect un peu sinistre du lieu, finit par jeter l’ancre devant une île portugaise, non consignée sur les cartes nautiques, l’île d’Ocaña. Il y rencontre le marquis don Ilario Jiménez, propriétaire de l’île, avec ses deux frères. Mais y vit également une autre créature, une femme-reptile, un iguane, chargée de prendre soin de l’humble logis du marquis. Le comte, pris de compassion pour le sort de la servante, décide de s’occuper d’elle, et se dit prêt à la racheter pour la conduire avec lui à Milan. Tombés dans la misère, les propriétaires de l’île se voient réduits à vendre celle-ci à une famille fortunée, transaction que viendra sceller le mariage du marquis avec la fille des riches acquéreurs.
Le seul problème est le sort à réserver à l’iguane, qui fait l’objet de la part de ses maîtres de répulsion et d’hostilité, au point de l’avoir ravalée au rôle de ménagère. En l’espace d’une seule journée cependant, les événements se précipitent, et le comte, poussé au seuil de la folie, victime de visions, ne parvenant plus à distinguer entre réalité et songe, finit par trouver la mort, en plein délire, en tombant dans un puits, dans une tentative extrême de sauver l’iguane.
Le symbolisme de l’iguane se rattache au choix, fait également ailleurs par l’écrivain, de l’animal comme personnage ; l’être hybride, thème cher à Ortese, reviendra encore dans une autre œuvre célèbre, la Douleur du chardonneret. Dans la culture traditionnelle, et en particulier dans la tradition chrétienne, ce type d’êtres, apparaissant sous différentes formes (femme-reptile, serpent, ou lézard, ce dernier rappelant le dragon), étaient l’emblème, l’incarnation même du mal. En l’occurrence pourtant, l’iguane appartient à la catégorie des opprimés, et non au camp des oppresseurs. Presque privée de parole, l’iguane accepte de bon gré ce que le destin lui réserve, et dans son regard transparaît toute la mesure de sa résignation. Le texte renferme plusieurs autres métaphores, relevées par la critique Paola Azzolini : celle du puits, lieu souvent évoqué dans les anciennes fables, et qui renvoie à l’eau, élément dont l’iguane est indissociable ; l’impossible accouplement entre Homme et animal, autre thème appartenant typiquement à l’univers de la fable ; le thème de la rédemption, l’iguane en effet se transformant, grâce au sacrifice du comte, en une femme véritable. L’iguane apparaît sous les espèces d’une « bête entièrement verte et haute comme un enfant, à l’aspect apparent d’un lézard géant, mais vêtu comme une femme, avec une jupette sombre, un corset blanc, visiblement déchiré et usé, et un tablier fait de différentes couleurs ». Cet iguane, à l’égal de la matière première dont il est question dans les textes d’alchimie, est ce qui se peut trouver de plus vieux et en même temps de plus jeune dans la substance du monde, et représente la nature elle-même dans son invitation éternelle à la « fraternité avec l’horreur ».

### La Douleur du chardonneret
La Douleur du chardonneret (titre italien original Il cardillo addolorato) fut favorablement accueilli par la critique et devint aussitôt, dès sa parution en 1993, un succès de librairie. En France, le livre reçut le prix du Meilleur livre étranger. La critique Monica Farnetti qualifia le roman de « fable à la dimension effarée d’un roman historique ».
L’argument est comme suit : quelque part au XVIIIe siècle, trois amis venant de Liège décident, un peu pour affaires, un peu par goût de l’aventure, un peu parce qu’attirés par la beauté légendaire de la fille d’un gantier, de faire le voyage de Naples. Là, ils se trouveront confrontés à la population locale et découvriront une ville enveloppée de mystère et figée dans sa propre inertie. L’auteur note : « à Naples, la rhétorique et la littérature de quat’sous sont toutes déjà déposées dans les mœurs, resplendissent dans les façons coquettes et vaines des dames, et scintillent dans les salons de réception, dans les églises fastueuses ».
Les trois amis étrangers auront tôt fait de découvrir la réalité derrière les apparences d’un artisanat renommé, d’une famille fortunée, d’une maison heureuse : l’activité du gantier est menacée par les dettes et l’âge avancé du titulaire, la mère est malade et hospitalisée (ou proscrite) ailleurs, les fils de la maison se trouvent dispersés de par le monde, et la jeune Elmine, belle assurément, mais froide et silencieuse, semble couver un secret ; enfin, on a laissé mourir le chardonneret pour ensuite le donner en pâture au chat. Les trois amis, surpris devant une situation en fort décalage par rapport à l’image qu’ils s’étaient fabriquée, et ne pouvant se résigner à la réalité, s’évertuent immédiatement à rétablir les choses telles qu’ils avaient escompté les trouver et en viennent bientôt à cette attitude pathétique que beaucoup de personnes venues du dehors adoptent au premier contact avec la ville : aider, quitte à se trouver progressivement englués psychologiquement, émotionnellement et même matériellement dans une entreprise impossible. Ainsi le sculpteur Dupré épousera-t-il Elmina et, après avoir assisté impuissant à la mort de leur premier enfant, sombrera dans le délire. La maison d’Elmina, non payée, devra être restituée en même temps que les meubles seront saisis. Le pragmatique Nodier, alors qu’il s’était offert à prendre Elmina en secondes noces, choisira à sa place la sœur de celle-ci, Teresa, se mettant par là même en parfaite conformité avec l’esprit napolitain ; lui et sa femme se débarrasseront de l’incommode cassette contenant un farfadet et détermineront la ruine finale d’Elmina. Quant au prince Neville, après avoir intrigué tout au long du récit, quoiqu’avec les meilleures intentions, finit, mû par des sentiments moins nobles, par se retirer de Naples et à retourner à Liège pour s’atteler à la rédaction de ses mémoires.
Mettre à nu la réalité napolitaine derrière l’imbroglio d’éléments discordants nécessite de démanteler le château de fantasmes, l’échafaudage d’idées préconçues, comme on enlève un à un les pétales d’une fleur. S’offre alors à la vue une réalité de misère, de rancœurs, de représailles et de souffrance. Le narrateur du roman soupire :

« C’est le pénible devoir du raconteur d’histoires souterraines, liées à des villes souterraines, cruelles histoires de jeunes filles impassibles, de farfadets désespérés, de sorcières sentimentales et de princes déséquilibrés, outre de fantômes — encore que ce ne soient pas des fantômes, mais seulement de pauvres gens du beau monde euro-napolitain, avant et après ’93 ; c’est le pénible devoir d’un tel raconteur de préparer son hypothétique lecteur à une tranquille désillusion et, en même temps, à un prudent espoir… En quoi ? En ce que le voyage instructif de Bellerofonte et de ses amis vers le Soleil du monde méditerranéen reprenne, et, curieusement, soit son bonheur, là-bas dans les souterrains de l’être… »

La situation en d’autres termes est irrémédiable et l’unique espoir est de faire son profit de l’expérience vécue et de continuer à vivre, en s’occupant d’autre chose, c’est-à-dire — et là l’écrivain renoue avec sa critique de l’attitude de la bourgeoisie napolitaine exposée dans la Mer ne baigne pas Naples — que tout continue comme avant, comme toujours. Ainsi Ortese s’est-elle une nouvelle fois penchée sur les problèmes de Naples, cette fois par le biais d’une confrontation entre d’une part la réalité objective, et d’autre part un assemblage de mystifications, de fictions, qui dissimulent cette réalité — confrontation en l’occurrence entre, d’un côté, festivités, noces, processions, bigarrure, et de l’autre, endettement, extorsions, compromis humiliants, honte ; mise en regard de l’inertie égoïste et inconsciente de la société civile, et des difficultés et de la misère de la population. À la différence de la Mer ne baigne pas Naples, la critique sociale gît ici dans la trame profonde de l’œuvre, ne s’exprimant que de façon subliminale et ne se laissant déchiffrer qu’indirectement.

## Œuvre

### Publications en italien
- Angelici dolori, Milano: Bompiani, 1937 - racconti
- L'infanta sepolta, Milano: Milano sera, 1950; Adelphi 2000 - racconti
- Il mare non bagna Napoli, Torino: Einaudi, 1953; Milano: Rizzoli BUR, 1988 (con introduzione di Giulio Cattaneo); Milano: Adelphi, 1994 - novelle e cronache - prix Viareggio
- Silenzio a Milano, Bari: Laterza, 1958; Milano: La Tartaruga, 1986 - cronache
- I giorni del cielo, Milano: Mondadori, 1958 - racconti
- L'iguana, Firenze: Vallecchi, 1965; Milano: Rizzoli BUR, 1978 (con introduzione di Dario Bellezza); Adelphi 1986 - romanzo, prix littéraire Marie-Christine-de-Savoie,
- Poveri e semplici, Firenze: Vallecchi, 1967; Milano: Rizzoli BUR, 1974 (con introduzione di Alfonso Gatto); Torino: Utet, 2006 (con prefazione di Elisabetta Rasy) - romanzo - prix Strega
- La luna sul muro, Firenze: Vallecchi, 1968 - racconti
- L'alone grigio, Firenze: Vallecchi, 1969 - racconti
- Il porto di Toledo, Milano: Rizzoli, 1975; BUR, 1985; Adelphi 1998 - romanzo
- Il cappello piumato, Milano: Mondadori, 1979 - romanzo
- Il treno russo, a cura di Riccardo Reim, postfazione di Gualtiero De Santi, Catania: Pellicanolibri, 1983; II ed. Roma 1987 - cronache
- Il mormorio di Parigi, Roma-Napoli: Theoria, 1986 - cronache
- Estivi terrori, postfazione di Adele Cambria, Catania: Pellicanolibri, 1987 - racconti
- La morte del Folletto, Roma: Empiria, 1987 - racconto (con disegni di Ulla Kampmann)
- In sonno e in veglia, Milano: Adelphi, 1987 - racconti
- La lente scura, a cura di Luca Clerici, Milano: Marcos y Marcos, 1991; Adelphi, 2004 - scritti di viaggi
- Il cardillo addolorato (La Douleur du chardonneret, Prix du Meilleur livre étranger), Milano: Adelphi, 1993 - romanzo
- Le giacchette grigie della Nunziatella (fascicolo della ristampa anastatica del giornale di cultura «Sud» 1945-47), a cura di Giuseppe Di Costanzo, Bari: Palomar, 1994 - racconto
- Alonso e i visionari, Milano: Adelphi, 1996 - romanzo
- Il mio paese è la notte, Roma: Empiria, 1996 - poesie
- Corpo celeste, Milano: Adelphi, 1997 - testi e interviste
- La luna che trascorre, a cura di Giacinto Spagnoletti, Roma: Empiria, 1998 - poesie
- Il monaciello di Napoli - Il fantasma, a cura di Giuseppe Iannaccone, Milano: Adelphi, 2001
- Romanzi I, a cura di Monica Farnetti (it), Milano: Adelphi, 2002 (comprende Poveri e semplici, Il porto di Toledo e Il cappello piumato)
- Romanzi II, a cura di Monica Farnetti, Milano: Adelphi, 2005 (comprende L'iguana, Il cardillo addolorato e Alonso e i visionari)
- L'archivio di Anna Maria Ortese, inventario a cura di Rossana Spadaccini, Linda Iacuzio e Claudia Marilyn Cuminale, Napoli: Archivio di Stato di Napoli - Associazione Culturale Sebezia, 2006
- Alla luce del Sud: lettere a Pasquale Prunas, a cura di Renata Prunas e Giuseppe Di Costanzo, Milano: Archinto, 2006
- Il vento passa, introduzione di Giorgio Patrizi, con un testo di Giacinto Spagnoletti, Roma: Empiria, 2008
- Anna Maria Ortese le carte. Atti del Convegno di studi, Archivio di Stato di Napoli, 7-8 novembre 2006, a cura di Raffaella Nicodemo e Rossana Spadaccini, Napoli, Istituto Italiano per gli Studi Filosofici - Archivio di Stato di Napoli, 2009
- Le Piccole Persone, Adelphi, a cura di Angela Borghesi, 2016

### En traduction française
- L'Iguane, Gallimard, 1988 (traduction Jean-Noël Schifano).
- Le Murmure de Paris, Terrain vague, 1989 (traduction Claude Schmitt et Véronique Orlandi).
- Le Train russe, Terrain vague, 1989 (traduction Maria Manca).
- De veille et de sommeil, Gallimard, 1990 (traduction Louis Bonalumi).
- La Lune sur le mur, Verdier, 1991.
- Les Beaux Jours, Terrain vague, 1991 (traduction Maria Manca).
- La mer ne baigne pas Naples, Gallimard, 1993.
- Le Chapeau à plumes, Losfeld Joelle, 1997 (traduction Claude Schmitt).
- Là où le temps est un autre, Actes Sud, 1999, traduit par Claude Schmitt.
- Corps célestes, Actes Sud, 2000, traduit par Claude Schmitt.
- Le Silence de Milan, Actes Sud, 2001, traduit par Claude Schmitt.
- L'Infante ensevelie, Actes Sud, 2003, traduit par Marguerite Pozzoli.
- Le Monaciello de Naples, suivi de Le Phantasme, Actes sud, 2003, traduit par Claude Schmitt.
- Les Ombra, Actes Sud, 2004, traduit par Marguerite Pozzoli.
- Terreurs d'été, Actes sud, 2004, traduit par Claude Schmitt.
- Alonso et les visionnaires, L'Arpenteur, 2005.
- Tour d'Italie, Actes sud, 2006, traduit par Marguerite Pozzoli et Claude Schmitt.
- Aurora Guerrera, Actes Sud, 2008, traduit par Marguerite Pozzoli et Claude Schmitt.
- Femmes de Russie, Actes Sud, 2009 (traduit par Maria Manca et Claude Schmitt)
- Le Port de Tolède, Le Seuil, 2009 (traduction Françoise Lesueur et Claude Schmitt).
- À la lumière du Sud, Actes Sud, 2009, traduit par Marguerite Pozzoli.
- Mistero Doloroso, Actes Sud, 2011, traduit par Marguerite Pozzoli.
- La Douleur du chardonneret, Gallimard 1997 (traduction Louis Bonalumi)
- Poèmes, Cahiers de l'Hôtel de Galliffet, (traduction Irène Lentin, Stefano Mangano et Ambra Zorat)
- Les Petites Personnes, Actes Sud, 2017, postfacé par Angela Borghesi et traduit par Marguerite Pozzoli.

### Essais et articles sur Anna Maria Ortese
- Ines Scaramucci, Anna Maria Ortese, in Letteratura italiana, I contemporanei, vol. V, Marzorati, Milan 1970, p. 887–903.
- Dacia Maraini, Ventisei interviste sull'infanzia, Milan 1973, p. 21–34;
- Luce D'Eramo, L'Ortese a Toledo, in "Nuovi Argonmenti", janvier-mars 1976;
- Dario Bellezza, Fra incanto e furore, Introduzione a Anna Maria Ortese, L'iguana, Rizzoli, Milan 1978;
- Sandra Petrignani, Le signore della scrittura, La Tartaruga, Milan 1984.
- Giancarlo Borri, Invito alla lettura di Anna Maria Ortese, Milan 1988;
- Rosario Contarino, Napoli, in Letteratura italiana, diretta da Alberto Asor Rosa, 7° vol., 3, Storia e geografia. L'età contemporanea, Turin 1989, p. 653–710;
- Enzo Giannelli, L'inquieto gabbiano celeste - Avventura nel pianeta Anna Maria Ortese, in Segni e disegni, Roma, Don Chisciotte, 1989, p. 23–40
- Giorgio Barberi Squarotti, Gianna Manzini e Anna Maria Ortese, in Storia della civiltà letteraria italiana, diretta da G. Bàrberi Squarotti, 5° vol., 2, Il secondo Ottocento e il Novecento, Turin 1996, p. 1214–15;
- Giacinto Spagnoletti, Introduzione, in A.M. Ortese, La luna che trascorre,Rome 1998.
- Goffredo Fofi, Anna Maria Ortese, in Strade maestre. Ritratti di scrittori italiani, Rome 1996, p. 201–212;
- Monica Farnetti, Anna Maria Ortese, Milan, Bruno Mondadori, 1998
- Paola Azzolini, La donna Iguana, in Il cielo vuoto dell'eroina. Scrittura e identità femminile nel Novecento italiano, Rome 2001, p. 209–236;
- Gabriella Fiori, Anna Maria Ortese o dell'indipendenza poetica, Turin, Bollati Boringhieri, 2002
- Luca Clerici, Apparizione e visione. Vita e opere di Anna Maria Ortese, Milan, Mondadori, 2002
- Giuseppe Iannaccone, La scrittrice reazionaria. Il giornalismo militante di Anna Maria Ortese, Naples, Liguori, 2003
- Gabriella Sica, Biografia di una passione (su Anna Maria Ortese), in La colpa di scrivere (numéro monographique consacré à Anna Maria Ortese), n° 6, avril-juin, 2006 (p. 14-24).
- Adelia Battista, Ortese segreta, Rome, Minimumfax, 2008
- Pasquale Sabbatino, La scrittura teatrale di Anna Maria Ortese, dans Rivista di letteratura teatrale, 1, 2008, p. 141–150, ISSN 1973-7602.
- Anna Maria Ortese le carte. Atti del Convegno di studi, Archivio di Stato di Napoli, 7-8 novembre 2006, sous la direction de Raffaella Nicodemo et Rossana Spadaccini, Napoli, Istituto Italiano per gli Studi Filosofici - Archivio di Stato di Napoli, 2009
- Matilde Tortora, Anna Maria Ortese. Cinema. Con sue lettere inedite, Avellino, Mephite, 2010
- Annalisa Pizzurro, Je ne suis fille de personne. La traduzione francese de "Il porto di Toledo", dans Esperienze Letterarie, a. XXXVI, 2011, n. 2, p. 107–114
- Rosamaria Scarfò, Dall'otherness all'altro negli scritti di Anna Maria Ortese, recueil de travaux de recherche et d’études universitaires « Gli Allori », Reggio di Calabria, Leonida, 2012
- Adelia Battista, La ragazza che voleva scrivere, Rome, Lozzi Publishing, 2013
- Claude Schmitt, Zingara, Autour de l'œuvre d'Anna Maria Ortese, Périodique littéraire en langue française gratuit diffusé par courriel, publié depuis 2013.
- Marie-Anne Rubat du Mérac, L'Iguana d’Anna Maria Ortese: un exemple de fantastique féminin ?, dans : Les Femmes écrivains en Italie aux XIXe et XXe siècles (ouvrage collectif, actes du colloque international tenu en Provence les 14, 15 et 16 novembre 1991), sous la direction du Centre aixois de Recherches italiennes, Université de Provence, 1993, p. 191-204.
- Angela Borghesi, Una storia invisibile. Morante, Ortese, Weil, Quodlibet Studio, 2015.